# بازی تراکتورسازی و نفت تهران

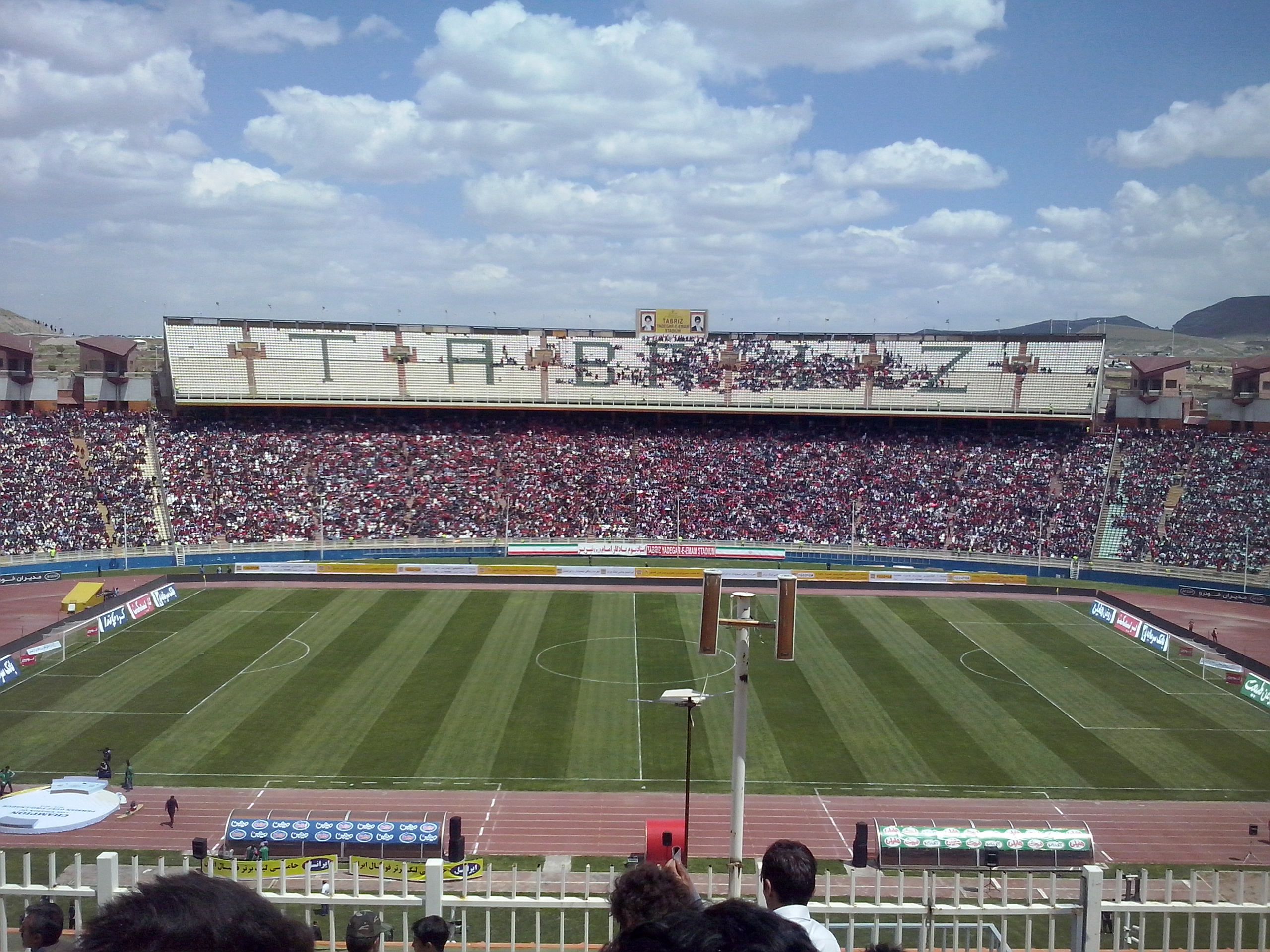
ورزشگاه یادگار امام تبریز، در روز بازی تراکتورسازی و نفت؛ پنج ساعت مانده به آغاز بازی.

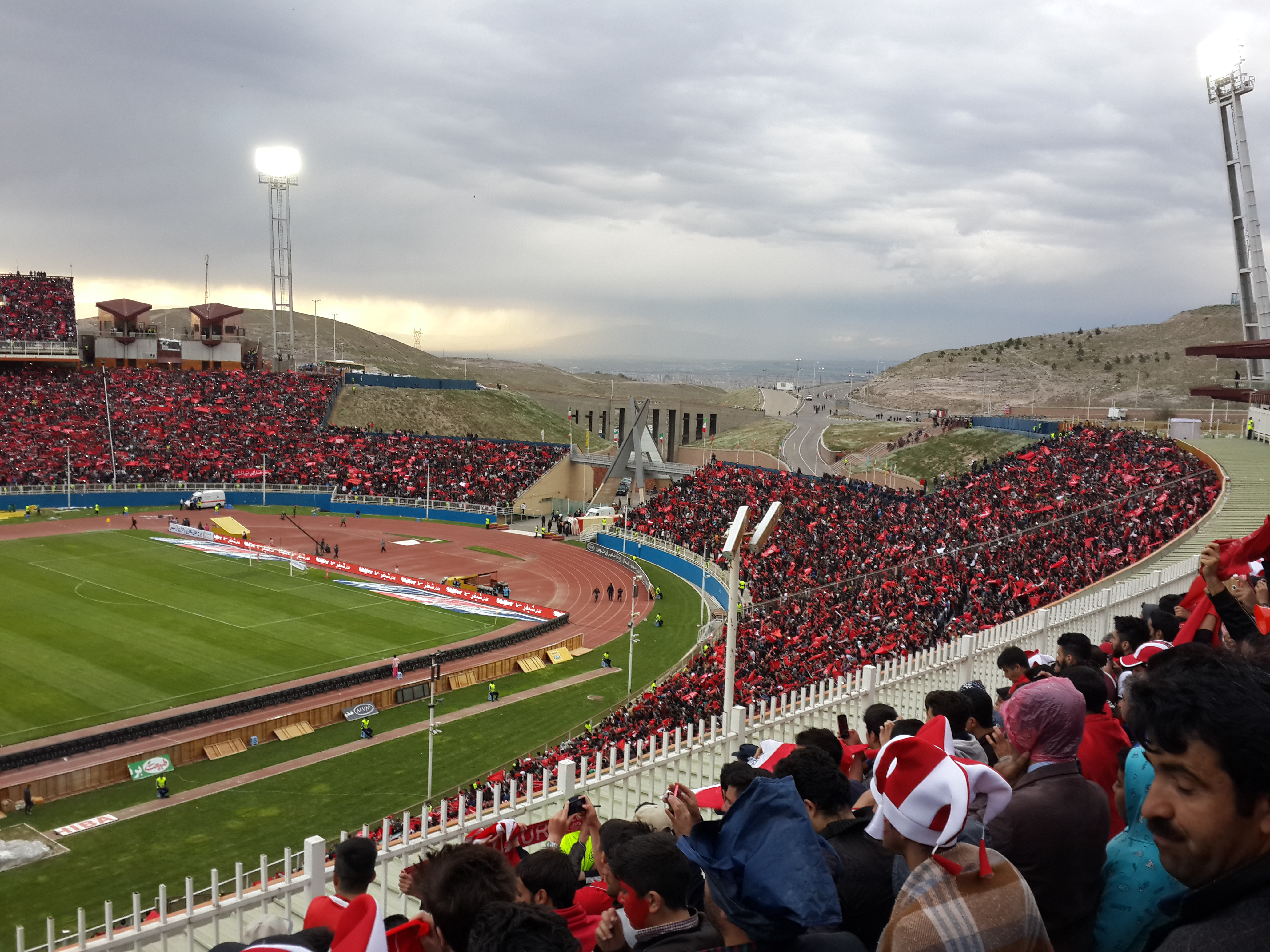
ورزشگاه یادگار امام تبریز، یک ساعت قبل بازی

بازی فوتبال تراکتورسازی تبریز – نفت تهران در چارچوب هفته ۳۰ام لیگ برتر ۹۴–۹۳، در روز جمعه ۲۵ اردیبهشت در ورزشگاه یادگار امام تبریز برگزار شد. هر دو تیم در حالی با ۵۷ امتیاز به مصاف یکدیگر می‌رفتند که با پیروزی در این مسابقه برای اولین بار قهرمان لیگ برتر می‌شدند. از سوی دیگر سپاهان ۵۶ امتیازی نیز با تساوی این دو تیم و پیروزی در دیدار با سایپا برای پنجمین بار قهرمانی لیگ برتر را جشن می‌گرفت. این بازی در نهایت با تساوی ۳ بر ۳ به پایان رسید و منجر به قهرمانی سپاهان شد.

مهمترین اتفاق این بازی، پخش خبر دروغ مبنی بر تساوی شدن نتیجه بازی هم‌زمان در اصفهان بود که منجر به تغییر روند بازی از دقیقه ۸۶ شد. پس از رسیدن این خبر به بازیکنان و کادر فنی تراکتورسازی، آن‌ها با تصور اینکه بازی سپاهان و سایپا با حساب ۲ بر ۲ به پایان رسیده‌است به جای تلاش برای به ثمر رساندن گل، به اداره بازی پرداختند. آن‌ها حتی پس از اتمام بازی همراه با جمعیت زیادی از هواداران که به زمین وارد شده بودند به خوشحالی پرداختند.
از دیگر اتفاقات این بازی، عملکرد ضعیف داوری بود؛ تراکتورسازی در حالی که با نتیجه ۳ بر ۱ از نفت پیش بود، علیرضا فغانی رأی به اخراج آندرانیک تیموریان داد که پس از ده نفره شدن، تراکتورسازی بازی برده را مساوی کرد. همچنین داور در یک صحنه مشکوک به پنالتی روی بازیکن تراکتورسازی، دستور به ادامه بازی داد. بعدتر، کارشناسان داوری اعلام کردند که داور در این بازی اشتباهات تأثیرگذاری داشته‌است.
قطع خطوط تلفن، شبکه اینترنت و پخش خبر اشتباه از بازی هم‌زمان و فریب حاضران در ورزشگاه انتقادات بسیاری برانگیخت
‌

## پیش از بازی
جدول رده‌بندی لیگ در پایان هفته ۲۹ بدین شکل بود:
| رده | تیم         | بازیها | برد | مساوی | باخت | گل زده | گل خورده | تفاضل گل | امتیاز | صعود یا سقوط                                 |
| --- | ----------- | ------ | --- | ----- | ---- | ------ | -------- | -------- | ------ | -------------------------------------------- |
| ۱   | تراکتورسازی | ۲۹     | ۱۷  | ۶     | ۶    | ۵۵     | ۳۱       | ۲۴+      | ۵۷     | مرحله گروهی لیگ قهرمانان آسیا ۲۰۱۶           |
| ۲   | نفت تهران   | ۲۹     | ۱۶  | ۹     | ۴    | ۴۲     | ۲۵       | ۱۷+      | ۵۷     | مرحله گروهی لیگ قهرمانان آسیا ۲۰۱۶           |
| ۳   | سپاهان      | ۲۹     | ۱۶  | ۸     | ۵    | ۴۴     | ۲۷       | ۱۷+      | ۵۶     | بازی حذفی مرحله گروهی لیگ قهرمانان آسیا ۲۰۱۶ |

تراکتورسازی هم امتیاز با تیم نفت تهران ولی با تفاضل گل بهتر در صدر جدول بود و نفت تهران نیز با تفاضل گل کمتر و امتیاز برابر در جایگاه دوم بود و در واقع بخت اصلی قهرمانی بین این دو تیم بود. سپاهان با کسب ۵ پیروزی از ۵ بازی اخیر خود بسیار نزدیک این دو تیم شده بود ولی یک امتیاز کمتر داشت و تنها در صورتی قهرمان می‌شد که بازی خود مقابل سایپا را ببرد و بازی تراکتورسازی و نفت تهران نیز با نتیجه مساوی تمام شود.

## شایعه تساوی سپاهان با سایپا
در حالی که سپاهان ۲ بر صفر از حریف خود پیش بود، در ورزشگاه یادگار امام شایعه‌ای مبنی بر تساوی ۲ بر ۲ بازی هم‌زمان ابتدا از روی سکوها و سپس بین بازیکنان و کادر فنی دو تیم تراکتور سازی و نفت تهران دهان به دهان منتقل شد؛ این نتیجه، با توجه به امتیازات سه تیم مدعی و همچنین نتایج بازی‌های در حال برگزاری می‌توانست تراکتور سازی را که تفاضل گل بیشتری نسبت به نفت تهران داشت، برای اولین بار در لیگ برتر قهرمان کند.
علیرضا منصوریان، سرمربی باشگاه نفت تهران، دربارهٔ این اتفاق مدعی شد یک نفر که مسئول به نظر می‌رسیده، شایعه تساوی بازی سپاهان و سایپا را به نیمکت تراکتورسازی رسانده است. همچنین مدیرعامل باشگاه نفت تهران نیز در برنامه ۹۰ عنوان کرد افرادی بیسیم به دست گفتند بازی در اصفهان ۲ بر ۲ شده‌است.
جدول لیگ پس از پایان مسابقات به این شکل در آمد و سپاهان توانست برای بار پنجم قهرمان لیگ برتر شود.
| رده | تیم         | بازیها | برد | مساوی | باخت | گل زده | گل خورده | تفاضل گل | امتیاز | صعود یا سقوط                                 |
| --- | ----------- | ------ | --- | ----- | ---- | ------ | -------- | -------- | ------ | -------------------------------------------- |
| ۱   | سپاهان      | ۳۰     | ۱۷  | ۸     | ۵    | ۴۶     | ۲۷       | ۱۹+      | ۵۹     | مرحله گروهی لیگ قهرمانان آسیا ۲۰۱۶           |
| ۲   | تراکتورسازی | ۳۰     | ۱۷  | ۷     | ۶    | ۵۸     | ۳۴       | ۲۴+      | ۵۸     | مرحله گروهی لیگ قهرمانان آسیا ۲۰۱۶           |
| ۳   | نفت تهران   | ۳۰     | ۱۶  | ۱۰    | ۴    | ۴۵     | ۲۸       | ۱۷+      | ۵۸     | بازی حذفی مرحله گروهی لیگ قهرمانان آسیا ۲۰۱۶ |

## قطع شدن خطوط ارتباطی در ورزشگاه
طبق گفته برخی افراد حاضر در ورزشگاه یادگار امام، در دقایق پایانی بازی و از دقیقه ۸۷ اینترنت و موبایل ورزشگاه قطع شده و هیچگونه ارتباطی با بیرون ورزشگاه امکان‌پذیر نبوده‌است؛ در این حین خبری مبنی بر تساوی بازی سپاهان و سایپا در سکو و نیمکت و کادر هر دو تیم منتشر می‌شود.
مدیرعامل باشگاه نفت تهران اعلام کرد که هرگونه وسیله ارتباطی قطع بوده و از دقیقه ۸۷ از نتیجه سپاهان خبر نداشته‌اند.
این‌ها در حالی است که وزیر ارتباطات و فناوری اطلاعات از ثبت ۳۳۶ هزار مکالمه تلفنی در ورزشگاه یادگار امام تبریز خبر داده است. محمود واعظی با اشاره به ماجرای ورزشگاه یادگار امام عنوان کرد:
مطابق مستندات موجود حتی یک لحظه هم اختلالی در عملکرد سیستم‌های مخابراتی و اینترنتی محل برگزاری مسابقه فوتبال تراکتورسازی و نفت تهران وجود نداشته و همه اظهارنظرها در این ارتباط بی‌اساس بوده و تکذیب می‌شود. البته آنتن‌های موجود در ورزشگاه یادگار امام تبریز قابلیت برقراری یک هزار و ۲۲ مکالمه در آن واحد را داشته‌اند و نفر ۱ هزار و بیست و سوم باید منتظر می‌ماند تا یک ارتباط قطع و امکان برقراری تماس او فراهم می‌شد.
محمود واعظی - وزیر ارتباطات و فناوری اطلاعات دولت یازدهم - ۱۳۹۴/۰۲/۳۰
اظهارات وزیر ارتباطات را می‌توان دلیل احتمالی بر ناتوانی برقراری تماس تماشاچیان و مدیران دو تیم برای دریافت آخرین نتیجه بازی سپاهان و سایپا دانست.
مدیرعامل مخابرات استان آذربایجان‌شرقی نیز خبر قطع بودن وسایل ارتباطی را تکذیب کرد و گفت:
ما روز جمعه ۳ دستگاه ایستگاه پایه فرستنده/گیرنده ثابت و ۲ دستگاه پرتابل در ورزشگاه داشتیم. خوشبختانه بررسی‌های بعدازظهر یکشنبه نشان داد هیچگونه قطعی مخابراتی در این روز وجود نداشت. اسناد مخابرات در این مورد کاملاً معتبر و قابل عرضه است. با این حال ترافیک مکالمه باعث شده برخی تماس‌ها برقرار نشود و برای مردم سوءتفاهم به وجود بیاید. بررسی‌های ما نشان می‌دهد ۳۶ هزار تماس تلفنی در طول بازی و بعد از مسابقه در محل ورزشگاه انجام شده که پرینت تمام آن‌ها قابل مشاهده است.
محمد فوقانی - مدیرعامل مخابرات استان آذربایجان شرقی - ۱۳۹۴/۰۲/۲۸
همچنین مدیر روابط عمومی هیئت فوتبال آذربایجان شرقی نیز اعلام کرد که اینترنت ورزشگاه قطع نبوده و همه از نتیجه بازی سپاهان اطلاع داشتند.

## واکنش تماشاچیان
بعد از سوت پایان بازی تراکتور سازی و نفت تهران هزاران نفر از هواداران تراکتور سازی به داخل زمین ریختند و همراه با بازیکنان و کادر باشگاه به خوشحالی پرداختند. پس از مدتی کوتاه و با رسیدن دروغ بودن این شایعه به گوش هواداران و کادر تراکتورسازی، به یکباره جو ورزشگاه تغییر کرد و هواداران که عصبانی از از دست دادن جام قهرمانی بودند، اقدام به شکستن صندلی‌ها و پرتاب آن‌ها به میانه زمین، انفجار چندین نارنجک دستی در سکوهای ورزشگاه و شکاندن شیشه اتومبیل‌ها کردند که نتیجه آن مجروح شدن ده‌ها نفر بود. همچنین در بیرون ورزشگاه نیز بین تماشاگران و مأموران نیروی انتظامی درگیری به وجود آمده بود که زخمی‌های بیرون ورزشگاه با آمبولانس به بیمارستان منتقل شدند. بنابر گفته رحمانی فضلی، وزیر کشور دولت وقت، حدود ۴۳ نفر از نیروهای انتظامی در اثر این حادثه زخمی شدند که البته آن‌ها می‌توانستند از گاز اشک‌آور استفاده یا تیراندازی کنند اما هیچ‌کدام از این موارد رخ نداد. یکی از هواداران تراکتورسازی نیز بعد بازی روز جمعه سکته کرده و فردای آن روز جان خود را از دست داد.
چند ساعت پس از پایان بازی، شماره تلفن همراه داور بازی توسط برخی افراد در شبکه‌های اجتماعی منتشر شد که از هواداران تراکتورسازی می‌خواست به علیرضا فغانی زنگ یا پیامک بزنند و به او اعتراض کنند. طبق گزارش‌ها، علیرضا فغانی به صورت میانگین دقیقه‌ای ۱۰۰ پیامک دربارهٔ بازی تراکتورسازی و نفت تهران دریافت می‌کرده‌است.

## تأثیر اتفاقات بر سفر رئیس جمهور به تبریز
شهروندان آذربایجانی که به شدت از اتفاقات پیش آمده عصبانی بودند، اقدام به آتش زدن بنرهای حضور روحانی، رئیس جمهور دولت یازدهم کردند. در شبکه‌های اجتماعی نیز برخی افراد برای نشان دادن اعتراض خود نسبت به اتفاقات بازی فوتبال تراکتور و نفت تهران، اقدام به تشکیل کمپین‌های «استقبال از روحانی با کارت قرمز» نموده‌اند.
پس از سفر روحانی به تبریز، ۵۰ هزار نفر از مردم این شهر در استقبال از روحانی و در مسیر ورزشگاه باغشمال بارها مقابل رئیس‌جمهور شعار «تراکتور تراکتور» سر داند و خواستار رسیدگی رئیس‌جمهور شدند. آن‌ها همچنین بنا بر فراخوان قبلی در شبکه‌های اجتماعی، مردم تبریز در حین ورود روحانی به میدان ساعت به وی کارت قرمز نشان دادند و اعتراض خود را نسبت به حوادث روز جمعه ورزشگاه یادگار امام اعلام کردند.
روحانی پس از حضور در بین مردم تبریز در ورزشگاه باغشمال گفت:
هیچ‌کس نمی‌تواند با احساسات مردم بزرگ ایران آن هم مردم آذربایجان و تبریز بزرگ بازی کند. اگر کسی در حادثه اخیر مقصر باشد تردید نکنید که دولت با همه توان برای تنبیه او ایستادگی خواهد کرد. تیم تراکتورسازی دیگر مربوط به آذربایجان نیست بلکه متعلق به ایران است، تیمی که آرزوی قهرمانی‌اش را در مسابقات آسیایی خواهیم داشت.
حسن روحانی - رئیس جمهور دولت یازدهم - ۱۳۹۴/۰۲/۳۰
همچنین رئیس‌جمهور قبل تر نیز در جلسه هیئت دولت دستور رسیدگی دقیق و جدی به وزیر ورزش و جوانان داده و خواستار برخورد جدی مدیریتی درصورت ثبوت تخلف یا تقصیر شده بود.

## واکنش‌ها به حوادث بازی
پس از اتفاقات بازی تراکتورسازی و نفت، اشخاص و گروه‌های مختلف اجتماعی و سیاسی واکنش‌های متفاوتی نسبت آن نشان دادند؛ اکثر آنان جام را حق تراکتور می‌دانستند و معتقد بودند این جام به ناحق از آنان گرفته شده‌است.

### واکنش باشگاه‌ها
تونی اولیویرا، سرمربی تیم تراکتورسازی تبریز، بعد از پایان بازی به شدت از عملکرد داوری انتقاد کرد و معتقد بود فغانی با اشتباهاتی عَمدی مانع قهرمانی تیمش شده‌است. وی فغانی را طرفدار تیم سپاهان دانست.
علیرضا منصوریان در گفتگو با رسانه‌ها اعلام کرد این ۸ دقیقه تلخ تا همیشه در ذهن فوتبال ایران می‌ماند.
حسین فرکی، سرمربی باشگاه سپاهان نیز دربارهٔ حوادث بازی تراکتورسازی و نفت و شایعاتی که به سپاهان نسبت داده‌اند، در برنامه ۹۰ گفت:
 باید بگویم این ده دقیقه آخر بازی را اگر ببنید و مردم ببینند، متوجه می‌شوند این موضوعات به سپاهانی‌ها اصلاً ربطی نداشته‌است. ما بازی مان حتی از بازی تبریز زودتر تمام شد، قبل از آن از دقیقه ۸۰ می‌توانستند نتایج بازی را به کلی عوض کنند؛ ولی اینکه می‌خواهند مسائل را به ما ربط بدهند که یکجوری ما را وارد کنند، کار درستی نیست. آن‌ها باید دنبال شخصی بگردند که نتیجه را مساوی اعلام کرده‌است. خدای ناکرده با احساسات این هواداران چطور بازی شده. من خیلی ناراحتم از اینکه سوءاستفاده از مردم تبریز شده‌است. باید دید چه اتفاقی در آن ۳ دقیقه آخر افتاده است که همه چیز را به هم ریختند. ما ۶ هفته پایانی را بردیم که بتوانیم قهرمان شویم. آمار نشان می‌دهد که ما قهرمانیم. ما نشان دادیم لیگ ۳۰ هفته است نه ۲۹ هفته.
حسین فرکی - سرمربی باشگاه سپاهان - ۱۳۹۴/۰۲/۲۹
مدیرعامل باشگاه نفت تهران نیز خواستار مؤاخذه افرادی که این شایعه را به راه انداختند شد.
چند روز پس از پایان بازی، باشگاه نفت تهران از سازمان لیگ درخواست کرد که دقایق پایانی بازی این تیم مقابل تراکتورسازی تجدید شود. در حالی که محمود گودرزی از این پیشنهاد استقبال کرد، علی کفاشیان این خواسته را رد و عنوان کرد که مسابقه به صورت قانونی برگزار و به اتمام رسیده و نتیجه قابل تغییر نیست.
باشگاه تراکتورسازی نیز در بیانیه‌ای، فدراسیون فوتبال و کمیته داوران را به تبانی و فساد متهم و قهرمانی سپاهان را خارج از مستطیل سبز دانست.
مهرزاد خلیلیان، مدیرعامل باشگاه سپاهان در واکنش به نقش داشتن این تیم در ایجاد شایعه تساوی با سایپا بیان کرد که در شخصیت حسین فرکی، سرمربی باشگاه سپاهان و بازیکنان این تیم نیست که به خاطر یک جام دست به کارهای دور از شأن بزنند.

### واکنش نمایندگان مجلس
پس از حواشی دیدار تراکتورسازی تبریز و نفت تهران، جمعی از نمایندگان مردم آذربایجان در شورای اسلامی نسبت به حوادث واکنش نشان دادند. آن‌ها خواستار رسیدگی و برخورد جدی با عوامل شدند.
همچنین نمایندگان اصفهان نیز خواستار رسیدگی جدی اتفاقات این بازی که باعث ساخته شدن شایعاتی دربارهٔ اصفهان و تیم اصفهانی شده بود، شدند.

### واکنش مقامات استان آذربایجان
استانداران و فرمانداران بخش‌های مختلف استان‌های آذربایجان، در پیام‌های جداگانه‌ای نسبت به حوادث واکنش داده و به مردم قول دادند که پیگیر مسئله باشند.
همچنین مقامات ورزشی نیز داور را مقصر نتیجه بازی دانسته و خواستار رسیدگی به مسئله شدند.
اعضای شورای شهر تبریز نیز اعتراض خود را نسبت به داور و مسئولین فوتبال اعلام کرده و خواستار رسیدن حرف مردم به گوش مسئولین شدند.
امام جمعه تبریز نیز در ورزشگاه باغشمال این شهر و در مراسم استقبال از روحانی، مطالبه مردم تبریز را رسیدگی به واقعهٔ مسابقه فوتبال تبریز خواند و خواستار رسیدگی به آن شد.

### واکنش علیرضا فغانی
علیرضا فغانی پس از مدت‌ها سکوت دربارهٔ اتفاقات ورزشگاه یادگار امام، در واکنش نسبت به درخواست شهرام دبیری، عضو هیئت رئیسه فدراسیون فوتبال، مبنی بر عذرخواهی از مردم گفت:
همیشه گفته‌ام که تا زمانی که داوری فوتبال توسط انسان می‌شود اشتباه وجود دارد و من هم منکر این مسئله نیستم اما نه تنها از طرفداران تراکتورسازی بلکه از همه تیم‌هایی که از داوری من ضربه دیده‌اند عذرخواهی می‌کنم هرچند که همه تیم‌ها از داوری هم سود بردند و هم ضرر کردند.
علیرضا فغانی - داور بین‌المللی فوتبال - ۱۳۹۴/۰۳/۱۸

### واکنش داوران فوتبال
پس از اتفاقات به وجود آمده در تبریز و حاشیه‌هایی که برای علیرضا فغانی به وجود آمد، داوران فوتبال متنی در حمایت از همکارشان نوشتند؛ در متن آمده‌است:
بازیکن میلیاردی عصبی می‌شود و از زمین اخراج می‌شود، مقصر داور است؛ ۲ بازیکن در فصل بعد قصد پیوستن به سپاهان را دارند، مقصر فغانی است؛ پسر تونی حواسش نیست، مقصر فغانی است؛ تونی تعویض دفاعی می‌کند، مقصر فغانی است؛ اسکوربورد خراب است، مقصر فغانی است؛ مخابرات تعطیل است، مقصر فغانی است؛ تماشاچی جنجال می‌کند، مقصر فغانی است؛ رؤسای محترم برای حفظ صندلی ریاست یک فصل کامل تلاش می‌کنند و سایر آقایان به جای ایشان چیدمان داوری می‌کنند، مقصر فغانی است؛ دپارتمان و کمیته برای ماندن تلاش می‌کنند، مقصر فغانی است؛ اما مقصر جامعه داوری است که هنوز ساکت است؛ جامعه‌ای که منتظر است تا فغانی ذبح شود تا شاید فصل آینده نفت و تراکتور نصیب من شود. مقصر این جامعه است و پیشرفت با این روش. شاید امروز فغانی نباشد فردا من باشم.

## متهم کردن سپاهان
پس از حوادث تبریز، فردی که خود را «مسعود مزروعی» خواند مدعی شد که شایعه تساوی بازی سپاهان و سایپا را برای اولین بار او ساخته است؛ وی خود را شاگرد مهرزاد خلیلیان معرفی و اعلام کرد که از سوی باشگاه سپاهان مأمور شده‌است تا این کار را انجام دهد. بعد منتشر شدن این اظهارات در شبکه‌های اجتماعی، مدیر عامل سپاهان به این حرف‌ها واکنش نشان داد و وی را فردی روانی خواند که می‌خواهد با این حرف‌ها مشهور شود.

## بازتاب جهانی
اتفاقات ورزشگاه یادگار امام تبریز آن قدر عجیب و نادر بود که بازتاب جهانی پیدا کرد؛ روزنامه گاردین در این باره نوشت:
وقتی سوت پایان بازی تراکتورسازی و نفت به صدا درآمد هواداران خوشحال تبریزی به زمین ریختند تا اولین قهرمانی خود را در لیگ برتر جشن بگیرند. هواداران خوشحال تراکتورسازی که سر از پای نمی‌شناختند به زمین ریختند و سرمربی خود را در آغوش گرفتند ولی دقایقی بعد مشخص شد سپاهان در اصفهان پیروز شده‌است و تراکتورسازی در رده دوم جدول قرار گرفته‌است.
روزنامه گاردین - خبرگزاری بین‌المللی - ۱۳۹۴/۰۲/۲۷
همچنین خبرگزاری فرانسه گزارش داد:
وقتی سوت پایان بازی تراکتورسازی تبریز و نفت تهران به صدا درآمد هزاران هوادار شادمان برای شادی به زمین ریختند چون فکر می‌کردند تیم‌شان به اولین عنوان قهرمانی خود در رقابت‌های لیگ برتر رسیده اما زمانی که لبخند بر لبان هواداران این تیم بود و آنتونی اولیویرا، سرمربی پرتغالی تراکتورسازی توسط هواداران این تیم به آغوش کشیده شد ناگهان همه چیز به تلخی گرایید چون خبر رسید که آن‌ها اشتباه متوجه شده‌اند و تیم‌شان قهرمان نشده است.
خبرگزاری فرانسه (AFP)
سایت اس بی نیشن، یک سایت معتبر ورزشی آمریکایی هم مدعی شد تیم ایرانی در خصوص کسب عنوان قهرمانی به هواداران خود دروغ گفته‌است.
وب سایت رسمی رادیو و تلویزیون دولتی ترکیه وقایع جمعه شب فوتبال ایران را بازتاب داده و نوشت:
 قهرمانی تیم تراکتورسازی تبریز قربانی یک دروغ بزرگ ورزشی شد. این دروغ بزرگ ورزشی در تاریخ ایران بی‌سابقه است و تبریز را به هم ریخت. صدای سوت پایان دیدار تیم‌های تراکتورسازی تبریز و نفت تهران هر چند برای بینندگان تلویزیونی حکم به نایب قهرمانی تیم تراکتور می‌داد اما شادی بی حد بازیکنان این تیم بعد از آخرین سوت داور این شبهه را ایجاد کرد که انگار آن‌ها قهرمان لیگ شده‌اند و همین مسئله باعث تعجب بسیاری از بینندگان این مسابقه شد.
رادیو و تلویزیون دولتی ترکیه (TRT) - خبرگزاری - ۱۳۹۴/۰۲/۲۶

## استعفا رئیس دپارتمان داوری
یک روز پس از موضع رسمی وزارت ورزش دربارهٔ اشتباهات داوری در بازی تراکتورسازی و نفت تهران، حسین عسگری از ریاست دپارتمان داوری فدراسیون فوتبال استعفا داد؛ استعفایی که به عقیده برخی و خود حسین عسگری، «استعفای اجباری» نامیده شده‌است. حسین عسگری در این باره می‌گوید:
وقتی در تبریز این اتفاقات افتاد، ترسیدند. برای اینکه خودشان بمانند اصلاً توجهی به آن حرف‌ها نداشتند. گشتند و یک مقصر پیدا کردند، آن یک نفر هم من بودم. من کجای این بازی بودم؟ الان آقایانی که برخلاف قوانین فیفا و ای‌اف‌سی در کار چینش داوری دخالت کردند، کجا هستند؟ آن‌ها که روز قبل از بازی انتخاب مرا عوض کردند؟ حالا گشتند و من را به‌عنوان مسبب این اتفاقات قربانی کردند. درحالی که اصلاً موضوع ارتباطی به ما نداشت. اصلاً مگر من فغانی را برای این بازی انتخاب کردم که الان باید پاسخگو باشم؟
حسین عسگری - رئیس مستعفی دپارتمان داوری - ۱۳۹۴/۰۳/۰۲
رئیس پیشین کمیته داوران همچنین افشا کرد که وی محسن ترکی را به عنوان داور این مسابقه انتخاب کرده بوده‌است ولی به خاطر اشتباه ۲ سال قبل او در بازی با استقلال، جای او را با علیرضا فغانی عوض کرده‌اند.

## مجازات عوامل مقصر
طبق نامه رسمی فدراسیون ورزش و جوانان به وزارت ورزش در تاریخ ۱۳۹۴/۰۳/۲۰ مقصرین و مجازات آن‌ها اعلام شده‌است. این نامه در ۹ بند به شرح زیر است:
1. برکناری رئیس دپارتمان داوری فدراسیون فوتبال
2. محرومیت داور بازی تا اطلاع ثانوی
3. محرومیت ناظر سازمان لیگ تا اطلاع ثانوی
4. تذکر کتبی و توبیخ با درج پرونده برای مسئول برگزاری مسابقه
5. تذکر کتبی و توبیخ کتبی مسئول روابط عمومی سازمان لیگ
6. محرومیت گوینده ورزشگاه یادگار امام تبریز تا اطلاع ثانوی
7. تذکر کتبی و توبیخ با درج پرونده برای هیئت فوتبال استان آذربایجان شرقی به دلیل بروز مشکلات در زمان برگزاری مسابقه، خرابی اسکوربورد ورزشگاه، عدم نظارت مناسب بر گوینده ورزشگاه، اطلاع‌رسانی نادرست در خصوص نتیجه بازی همزمان
8. به مسئولان تراکتورسازی توصیه کرده‌اند نسبت به محرومیت و جریمه برای مدیر رسانه‌ای باشگاه تراکتورسازی، کمک مربی و بررسی همه‌جانبه در خصوص عملکرد مدیریتی تیم تراکتورسازی اقدام کنند.
9. تشکر از مدیریت بحران توسط نیروی انتظامی مستقر در ورزشگاه.

طبق ارزیابی ناظر بازی تراکتورسازی-نفت تهران با توجه به پایین بودن نمرات داور در این بازی، علیرضا فغانی ۳ جلسه از داوری محروم شد؛ این رفتار با همه داورانی که در طول لیگ قضاوت‌هایی پراشتباه و تأثیرگذاری داشته‌اند انجام شده‌است.